# Jan Pusty
Jan Pusty (* 3. Juni 1952 in Koło) ist ein ehemaliger polnischer Hürdenläufer, der sich auf den 110-Meter-Hürdenlauf spezialisiert hatte. Er gewann eine Silbermedaille bei Europameisterschaften.

## Sportliche Laufbahn
Jan Pusty lief für Orkan Poznan. Er war polnischer Meister 1977, 1979 und 1980. 1976, 1977, 1978 und 1980 siegte er bei den polnischen Hallenmeisterschaften über 60 Meter Hürden. Auf nationaler Ebene war Romuald Giegiel Pustys Konkurrent, Giegiel war Freiluftmeister 1978 und Hallenmeister 1979.
1977 erreichte Pusty den Endlauf bei den Halleneuropameisterschaften in San Sebastian, er belegte den sechsten Platz. Bei der Universiade in Sofia belegte er den zweiten Platz hinter dem Kubaner Alejandro Casañas. 1978 bei den Halleneuropameisterschaften in Mailand kam Pusty als Fünfter ins Ziel. Anfang September 1978 bei den Europameisterschaften in Prag siegte Thomas Munkelt aus der DDR in 13,54 Sekunden vor Jan Pusty in 13,55 Sekunden und dem Finnen Arto Bryggare in 13,56 Sekunden, der viertplatzierte Italiener Giuseppe Buttari lief nach 13,78 Sekunden über die Ziellinie. 1980 bei den Halleneuropameisterschaften in Sindelfingen belegte Pusty über 60 Meter Hürden den sechsten Platz. Bei den Olympischen Spielen in Moskau erreichte Pusty das Finale und erreichte in 13,68 Sekunden den fünften Platz.

## Persönliche Bestzeiten
- 60 Meter Hürden (Halle): 7,75 Sekunden, 2. März 1980, Sindelfingen, Halleneuropameisterschaften
- 110 Meter Hürden: 13,53 Sekunden, 21. August 1977, Sofia, Universiade